# ウカノミタマ
ウカノミタマは、日本神話に登場する女神。『古事記』では宇迦之御魂神（うかのみたまのかみ）、『日本書紀』では倉稲魂命（うかのみたまのみこと）と表記する。名前の「宇迦」は穀物・食物の意味で、穀物の神である。また「宇迦」は「ウケ」（食物）の古形で、特に稲霊を表し、「御」は「神秘・神聖」、「魂」は「霊」で、名義は「稲に宿る神秘な霊」と考えられる。記紀ともに性別が明確にわかるような記述はないが、古くから女神とされてきた。
伏見稲荷大社の主祭神であり、稲荷神（お稲荷さん）として広く信仰されている。ただし、稲荷主神としてウカノミタマの名前が文献に登場するのは室町時代以降のことである（後述）。伊勢神宮ではそれより早くから、御倉神（みくらのかみ）として祀られた。

## 史料における記載

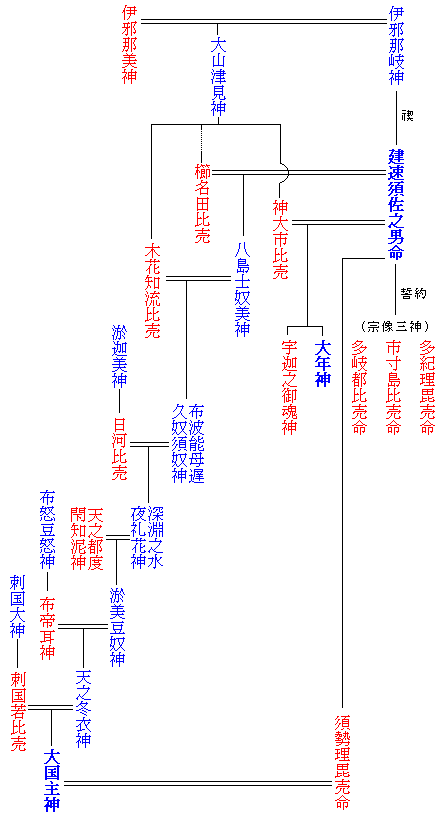
スサノオの系図（『古事記』による）。青は男神、赤は女神。『古事記』ではウカノミタマの性別について言及していないが、延喜式祝詞の記述などから女神と考えられる。

### 記紀神話
『古事記』では、須佐之男命の系譜において登場し、須佐之男命が櫛名田比売の次に娶った神大市比売との間に生まれている。同母の兄に大年神（おおとしのかみ）がいる。大年神は一年の収穫を表す年穀の神である。
『日本書紀』では本文には登場せず、神産みの第六の一書において、イザナギとイザナミが飢えて気力がないときに産まれたとしている。飢えた時に食を要することから、穀物の神が生じたと考えられている。『古事記』『日本書紀』ともに名前が出て来るだけで事績の記述はない。
また『日本書紀』には、神武天皇が戦場で祭祀をした際に、供物の干飯に厳稲魂女（いつのうかのめ）という神名をつけたとあり、本居宣長は『古事記伝』において、これをウカノミタマと同じとしている。

### 延喜式祝詞
神名の「ウカ」は穀物・食物の意味であり、同じ意味の「ウケ」「ケ」を名前に持つ食物の女神と習合していくことになる。平安時代の『延喜式』（大殿祭祝詞）には、トヨウケビメの別名ともされる屋船豊宇気姫命（やふねとようけひめのみこと）が登場するが、この女神について祝詞の注記では「これ稲の霊（みたま）なり。世にウカノミタマという。」と説明しており、ウカノミタマを女神と見なしていたことがわかる。上述の『日本書紀』の厳稲魂女も稲の霊であり、これらの記述から、食物の持つ生命力や稲霊（いなだま）が女性的なものと考えられていたことがうかがえる。

### 神道五部書

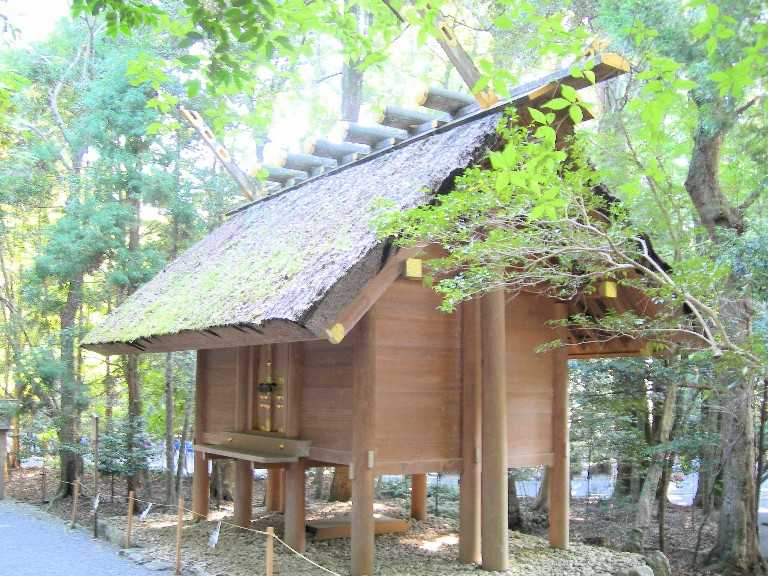
御稲御倉（みしねのみくら）
伊勢神宮・内宮

鎌倉時代に伊勢神宮で編纂された「神道五部書」には、内宮と外宮の主な社殿と祭神が記されている。その一つ、『御鎮座伝記』では内宮について、「御倉神（みくらのかみ）の三座は、スサノオの子、ウカノミタマ神なり。また、専女（とうめ）とも三狐神（みけつかみ）とも名づく。」と記される。
外宮についても、「調御倉神（つきのみくらのかみ）は、ウカノミタマ神におわす。これイザナギ・イザナミ2柱の尊の生みし所の神なり。また、オオゲツヒメとも号す。また、保食神（うけもちのかみ）とも名づく。神祇官社内におわす御膳神（みけつかみ）とはこれなるなり。また、神服機殿に祝い祭る三狐神とは同座の神なり。故にまた専女神とも名づく。斎王専女とはこの縁なり。また、稲の霊もウカノミタマ神におわして、西北方に敬いて祭り拝するなり。」と記される。
記紀神話に登場する食物神は、天照大神や天皇の食事を司ることから「御饌津神」（みけつかみ）とも呼ばれるが、ウカノミタマには「三狐神」の字が当てられている。これは関西方言では狐を「ケツ（ネ）」と呼んだことから付けられたといわれる。
また、『日本書紀』ではウカノミタマを倉稲魂命と表記し、伊勢神宮でも御倉神として祀られることから、この神は五穀の神である食物神の中でも、特に稲倉に関係の深い神ではなかったかとも考えられている。

### 吉田家神道書
室町時代に神祇次官・吉田兼倶が著した『神名帳頭註』の伏見稲荷の条では、「本社。ウカノミタマ神なり。この神はスサノオの娘なり。母はオオイチヒメなり。ウカノミタマ神は百穀を播きし神なり。故に稲荷と名づくか。イザナギの御娘にこの名これ有り。」と記される。
また、同じく神祇次官の吉田兼右が著したといわれる『二十二社註式』の伏見稲荷の条では、「中社。ウカノミタマ命。この神は百穀を播きし神なり。一名をトヨウケヒメ命という。大和国の広瀬大明神、伊勢の外宮とは同体の神なり。ヒメ大明神と名づく。」と記されている。
平安・鎌倉時代の文献に登場する稲荷神は女神であるが、神名についての記述はなく、室町時代になり稲荷主神としてウカノミタマの名が登場する。最古の稲荷縁起は『山城国風土記』逸文に記されるが、この伝承によると稲荷神は稲の神であるため、いつしか同じく稲の神格を持つウカノミタマのことと認識されるようになったのだろうといわれる。

### 伏見稲荷社記

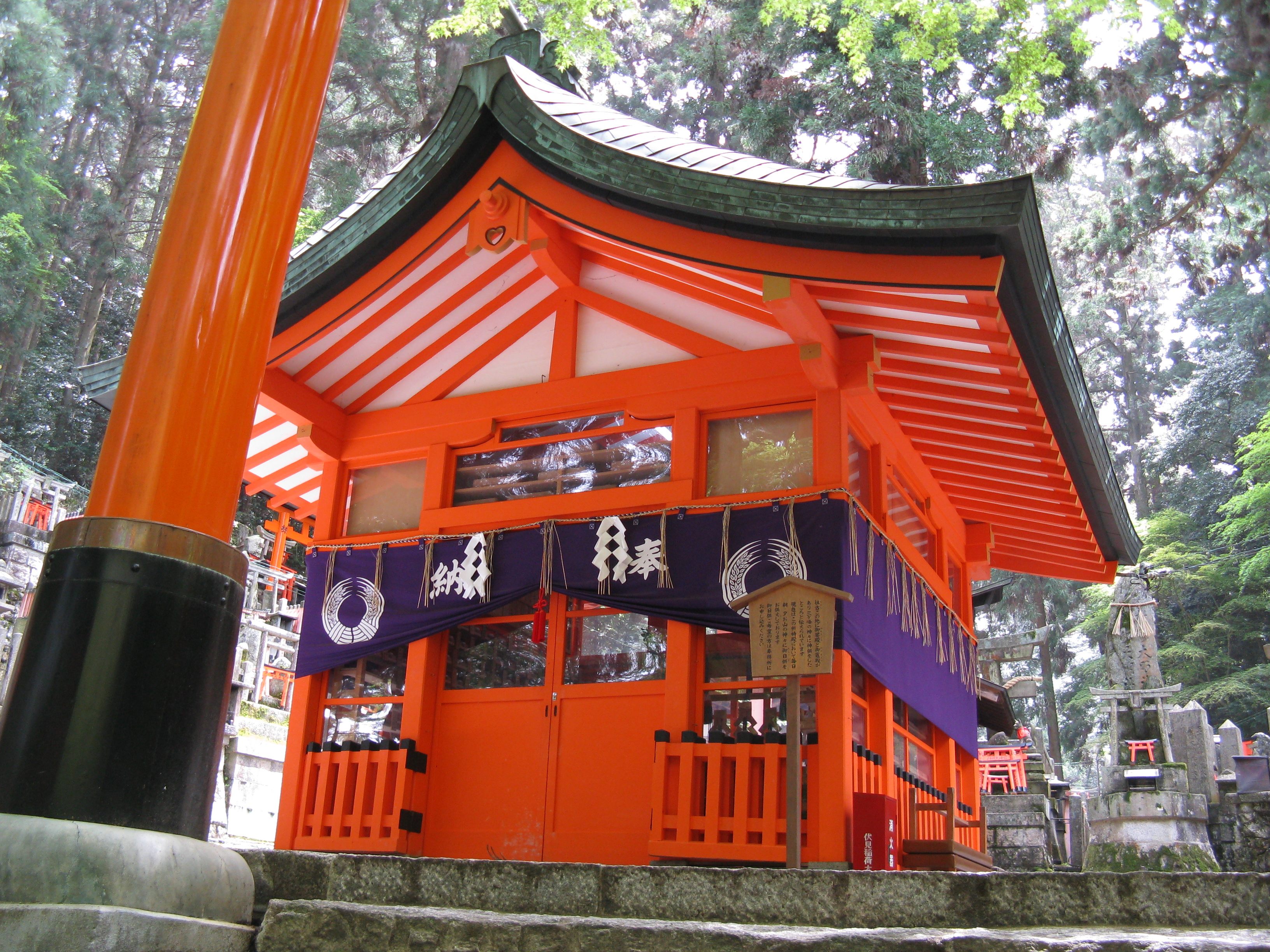
伏見稲荷・御膳谷奉拝所
（中社のあった場所といわれる）

江戸時代になると、伏見稲荷の神職などによって諸々の由緒記（『水台記』ほか）が著されるが、その多くが稲荷三神の主神をウカノミタマとしている（天倉稲魂命、若倉稲姫魂命、と表記される場合もある）。本来は稲荷山の上・中・下の三社のうち、中社に鎮座するとされていたが、江戸後期から下社とする記述が増え、現在もそのようになっている。
これに対し、他の2神の神名は文献によって異同があり、現在の形（ウカノミタマ、サタヒコ、オオミヤノメ）に決まるのは明治になってからである。
なお、真言宗総本山・東寺の縁起に登場する、稲束を担いだ翁の稲荷明神がウカノミタマと呼ばれることもあるが、近世以降の付会である。中世の東寺縁起では、この翁の稲荷神に固有の神名はなく、鎮座場所も稲荷山の上社である。高野山伝来の『稲荷五所大事聞書』では、この翁の稲荷神の名は「太多羅持男」としている。

## 系譜
『古事記』において須佐之男命と神大市比売との間に生まれた子で、兄に大年神がいる。
『日本書紀』においては伊弉諾尊と伊弉冉尊の間の子とし、食物の神を生もうという明確な意思によって誕生する。
『諏訪氏系図』において建御名方神と八坂刀売神との子である八杵命の子とされるが、別の資料では倉稲主神としており、八杵命の子である倉稲玉神が記紀の宇迦之御魂神と同一神であるかは不明である。

## 祀る神社
ウカノミタマは、現在は穀物の神としてだけでなく、農業の神、商工業の神としても信仰されている。伏見稲荷大社（京都市）、笠間稲荷神社（茨城県）、祐徳稲荷神社（佐賀県）などの全国の稲荷神社で祀られているほか、ビルやデパートの屋上、工場の敷地内などにも、屋敷神として稲荷神を祀る社が設けられている（例えば、日本橋三越デパート屋上の三囲神社などがある）。稲荷神社以外でウカノミタマを祀る神社としては、以下のような例がある。
ほしいも神社（茨城県ひたちなか市）
堀出神社の境内末社。地域の特産物である干し芋の恵みを感謝すべく、干し芋生産の歴史に寄与した5名の先人と共に祀る。
利神社（静岡県掛川市）
大歳神とともに祀られている。式内小社。
小津神社（滋賀県守山市）
平安時代に制作された、ウカノミタマの神像（重要文化財）を祀る。垂髪（たれがみ）の女神の座像で、片膝を立て、手に宝珠を持つ。木製で像高50cm。ウカノミタマを主祭神とするが、稲荷神社ではない。
小俣神社（三重県伊勢市）
伊勢外宮の境外摂社。神道五部書の『御鎮座本紀』では、トヨウケ大神に随行してきた「ウカノミタマ稲女神」を祀ると記される。地元では、稲女（いなめ）さん・稲嘗（いなべ）さん、とも呼ばれる。
上社（三重県伊勢市）
合祀により、4座の宇迦之御魂神を祀る。
葭原神社（三重県伊勢市）
皇大神宮の別宮月読宮の境内末社。
愛宕神社（福岡県福岡市西区）
江文神社（京都府京都市左京区）
華表神社　(大阪府堺市北区)
```
※稲荷神として祀られる場合は、
稲荷神
・
稲荷神社
を参照。
```